# Vogue (浜崎あゆみの曲)
「vogue」（ヴォーグ）は、日本の歌手・浜崎あゆみの14thシングル。2000年4月26日にavex traxより発売。2000年8月10日にアナログ盤で再発売。

## 解説
シングルとしては前作「Fly high」より、約2か月半振りのシングル。
オリコン週間シングルチャートでは最高位3位ながら、累計76.8万枚を売り上げ、自身8番目の売上となっている。(初登場3位であり、1位は同時発売日の福山雅治「桜坂」、2位は倉木麻衣「Secret of my heart」であった。）
僅か半年前に本人出演していた花王「AUBE」CMの契約満期直後、ライバル社となるコーセー「VISSE」の新キャラクターに起用され話題に。プロモーションで謳った通称"あゆグロス"は3ヶ月の目標売上を僅か2日で売上げ、歌手デビューから丸2年にして女子高生を中心にファッションアイコンとしての地位を急速に高めていった。
本作は、次作「Far away」、次々作「SEASONS」とともに、「絶望3部作」と呼ばれたシングル3部作の1作目にあたり、ミュージック・ビデオも3作品で繋がっている。
カップリングの「ever free」は、制作者の意図により本作付属の歌詞カードには歌詞が掲載されていない（ライブDVD『ayumi hamasaki concert tour 2000 A 第2幕』には掲載されている）。
2000年7月12日には、3部作のミュージック・ビデオなどを収めた「vogue Far away SEASONS」が発売された。

## 収録曲

### CD
全曲作詞：ayumi hamasaki
1. vogue "Original Mix" [4:25]
作曲：Kazuhito Kikuchi / 編曲：Naoto Suzuki、Kazuhito Kikuchi
コーセー「VISEE（ヴィセ）」CMソング
2. vogue "HΛL's MIX 2000" [4:40]
Remixed by HΛL
3. too late "Soul Solution Remix -Extended Vox-" [7:23]
Remixed by Soul Solution
『ayu-mi-x II version US+EU』からのリカット、ロングバージョン
「previously unreleased version the other side THREE」にも収録されている。
4. vogue "Dub's mellowtech Remix" [6:50]
Remixed by Izumi "D・M・X" Miyazaki
5. vogue "Groove That Soul Mix" [5:41]
Remixed by Satoshi Hidaka from GTS
6. vogue "400BPM Fatback Mix" [5:16]
Remixed by Miki Watanabe
7. WHATEVER "FPM's WINTER BOSSA" [6:50]
Remixed by Tomoyuki Tanaka (Fantastic Plastic Machine)
『ayu-mi-x II version JPN』からのリカット
8. vogue "pandart sasanoooha Mix" [5:23]
Remixed by pandart sasanooha
9. vogue "Original Mix -Instrumental-" [4:28]
10. ever free [3:51]
作曲：D・A・I / 編曲：Naoto Suzuki
フジテレビ系ドラマ『天気予報の恋人』挿入歌

### アナログ盤
1. vogue "Dub's mellowtech Remix" [6:51]
2. vogue "Groove That Soul Mix" [5:43]
3. vogue "Original Mix" [4:29]

## 収録アルバム
- vogue
  - 『Duty』
  - 『A BEST』
  - 『A COMPLETE 〜ALL SINGLES〜』

- ever free
  - 『A THEME SONGS -Drama edition-』[3]
  - 『RAINY SEASON SELECTION』

- too late "Soul Solution Remix"
  - 『ayu-mi-x II version US+EU』

- WHATEVER "FPM's WINTER BOSSA"
  - 『ayu-mi-x II version JPN』

## 収録ライブ映像
- vogue
  - 『ayumi hamasaki concert tour 2000 A 第1幕』
  - 『ayumi hamasaki concert tour 2000 A 第2幕』
  - 『ayumi hamasaki countdown live 2000-2001 A』
  - 『ayumi hamasaki DOME TOUR 2001 A』
    - 『A 50 SINGLES 〜LIVE SELECTION〜』
    - 『ayumi hamasaki BEST LIVE BOX A』(A BEST TRACK LIST LIVE)

  - 『ayumi hamasaki STADIUM TOUR 2002 A』(メドレー)
  - 『A museum 〜30th single collection live〜』
  - 『ayumi hamasaki PREMIUM COUNTDOWN LIVE 2008-2009 A』
  - 『ayumi hamasaki 〜POWER of MUSIC〜 2011 A LIMITED EDITION』
  - 『ayumi hamasaki ARENA TOUR 2016 A 〜M(A)DE IN JAPAN〜』
  - 『a-nation online 2020』(Remember you)
- ever free
  - 『ayumi hamasaki concert tour 2000 A 第2幕』
  - 『ayumi hamasaki 15th Anniversary TOUR 〜A BEST LIVE〜』
  - 『ayumi hamasaki ARENA TOUR 2016 A 〜M(A)DE IN JAPAN〜』
  - 『ayumi hamasaki ARENA TOUR 2018 ～POWER of MUSIC 20th Anniversary～』(ayumi hamasaki UNRELEASED LIVE BOX A)